# Michel de Codignac

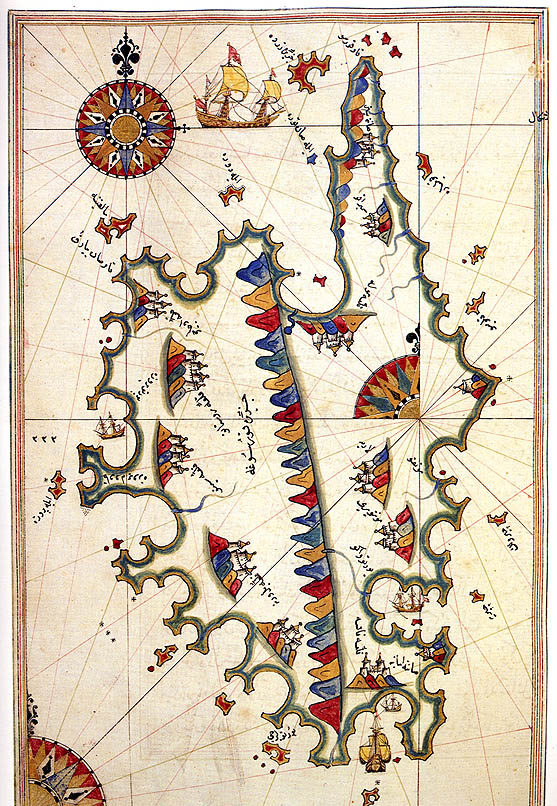
Codignac fu coinvolto in affari diplomatici nel corso dell'Invasione della Corsica del 1553.

Michel de Codignac (fl. XVI secolo) è stato un ambasciatore francese presso l'Impero ottomano dal 1553 al 1556 e successore di Gabriel de Luetz.

## Biografia
Michel de Codignac fece pressioni per ottenere il sostegno dell'Impero ottomano durante l'invasione della Corsica (1553). Partecipò alla campagna di Persia con Solimano il Magnifico, e a bordo di una delle navi della flotta ottomana nella campagna contro Piombino, l'isola d'Elba e la  Corsica nel 1555.
Gli ultimi mesi che Codignac trascorse nell'Impero ottomano furono pieni di difficoltà, poiché fu accusato dal gran visir Rüstem Pascià del mancato rispetto, da parte del governo francese, nel rimborso dei debiti verso gli ottomani. Lo stesso Codignac aveva contratto debiti e perse la stima del Sultano.
Fece ritorno in Europa nel 1558, passando per Venezia nel luglio 1558, e si pose al servizio di Filippo II di Spagna, destando le ire del governo francese.